# Antony Labanca
Antony Labanca, né le 20 juillet 1994 à Strasbourg dans le Bas-Rhin, est un joueur français de basket-ball.

## Biographie
En juillet 2015, Labanca est prêté au Basket Club Souffelweyersheim qui évolue en deuxième division.
Labanca rejoint la Jeunesse laïque de Bourg-en-Bresse pour les saisons 2025-2026 et 2026-2027.

## Palmarès
- Vainqueur de la Coupe de France 2015 avec Strasbourg
- Champion de France de Pro B avec Nancy en 2022